# Пекинская опера

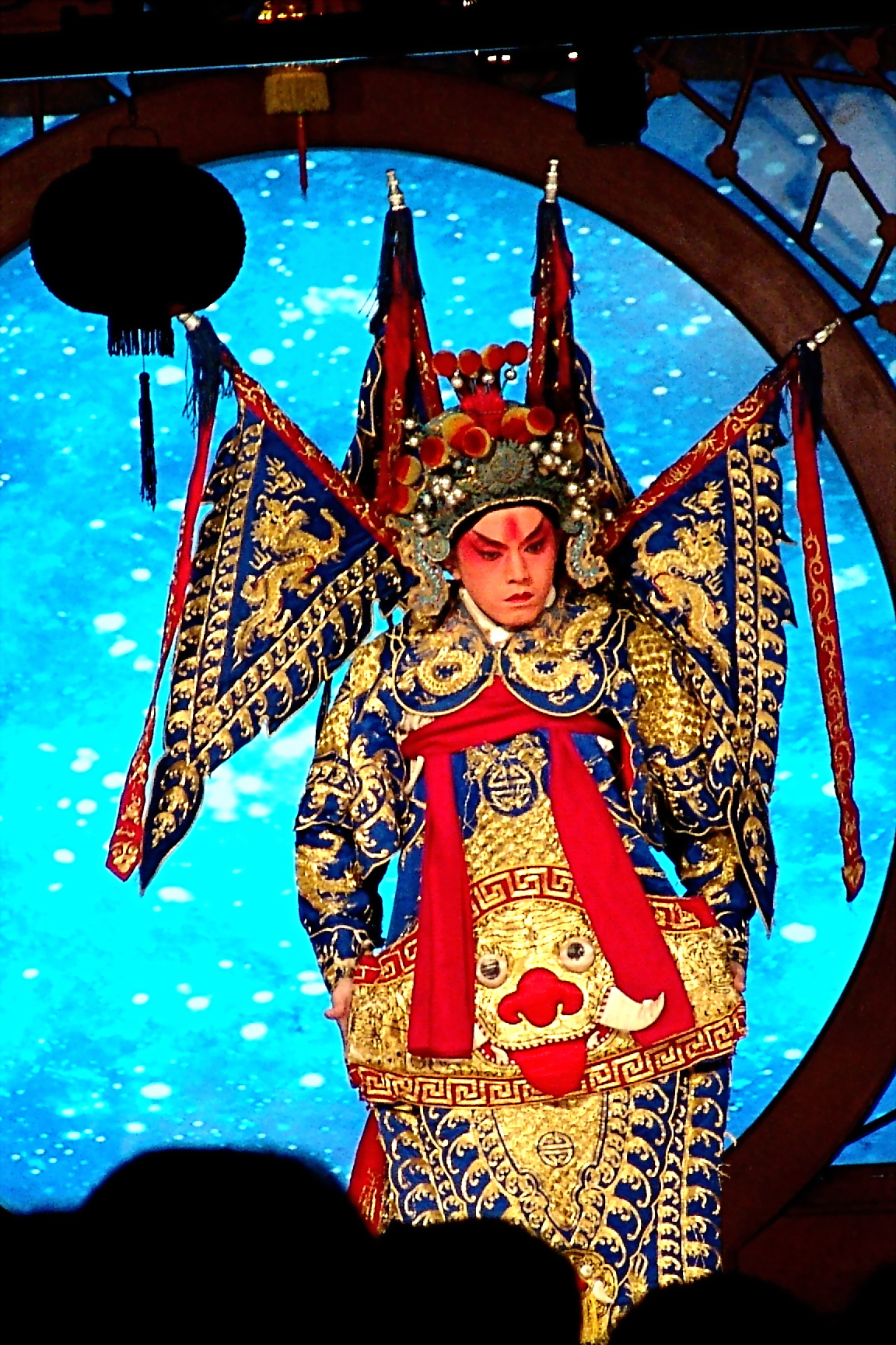
Актёр пекинской оперы

Пекинская опера, цзинцзюй (кит. трад. 京劇, упр. 京剧, пиньинь jīngjù) — одна из наиболее известных форм традиционной китайской оперы как в Китае, так и в остальном мире. Возникла в конце XVIII века и полноценно сформировалась к середине XIX века. Сочетает в себе музыку, вокальные партии, пантомиму, танцы и акробатику. С 2010 года включена в Список нематериального культурного наследия человечества ЮНЕСКО.
Также используется название «цзинси» (кит. трад. 京戲, упр. 京戏, пиньинь jīngxì, буквально: «столичный театр»).
Основные труппы находятся в Пекине и Тяньцзине на севере и в Шанхае на юге страны. Пекинская опера представлена также и на Тайване.
Самый знаменитый фильм о пекинской опере — «Прощай, моя наложница» (режиссёр Чэнь Кайгэ).

## Грим

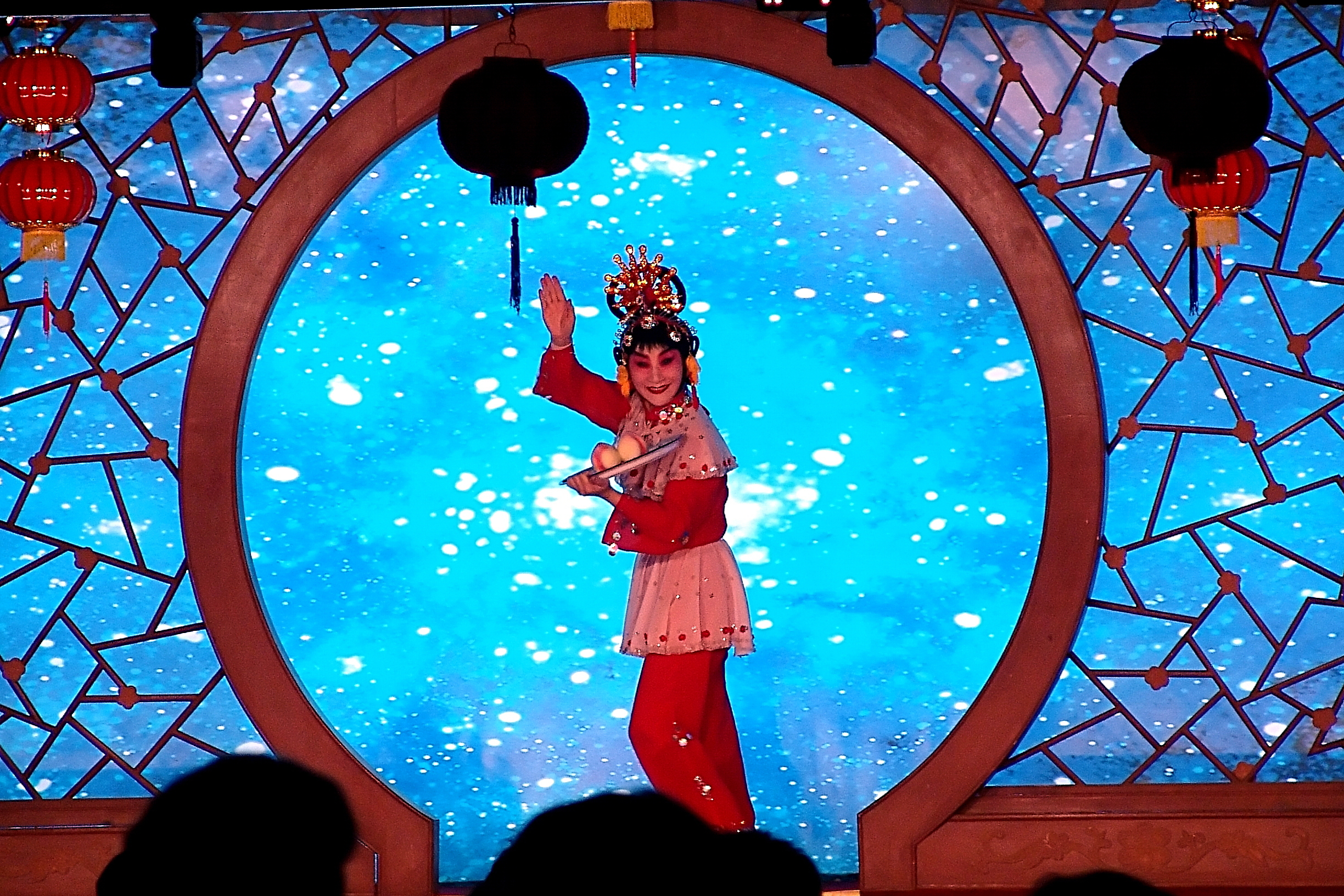
Сцена в пекинской опере

В пекинской опере для разных ролей установлен свой определённый грим. Сочетая реалистичность и символичность, исходя из душевного состояния, моральных качеств, мыслей и чувств, а также внешности, возраста и гражданского состояния героя, гримеры-художники обобщают всё это в наиболее типичных чертах облика и характера и в соответствии с этим создают различные образцы грима, давая характеристику персонажа так же с помощью цвета. Обычно красный цвет в гриме — это цвет верности и честности, чёрный — прямоты и смелости, синий и зелёный — храбрости и решительности, жёлтый и матово-белый — жестокости и хитрости; золотой же и серебристый цвета используют для мифических героев.
Сначала для грима использовали только чёрный, белый и красный цвета, другие цвета, как отмечает театровед Вэн Оухун, начали постепенно использоваться позднее, в силу увеличения количества ролей и необходимости акцентировать их различия. Так, на сегодня известно уже несколько тысяч возможных композиций грима.
Первыми накладывать грим начали на героев комического амплуа чоу, и по сей день это амплуа и амплуа цзин отличаются наиболее цветастым гримом. Грим главных мужского и женского амплуа шэн и дань более сдержан и призван подчеркнуть шарм и элегантность этих персонажей.

## Персонажи

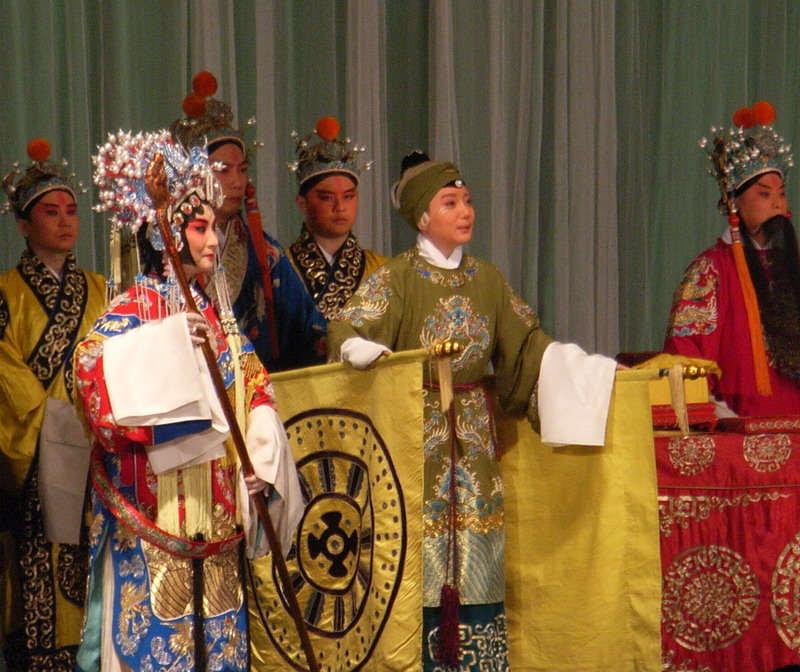
Актеры в роли «дань»

Персонажи пекинской оперы делятся на 4 основных амплуа, каждое из которых имеет свои особенности в актёрской игре, гриме и костюме. Каждое из четырёх основных амплуа, в свою очередь, также делится на разные сценические роли.
- Амплуа шэн — это мужской персонаж. В зависимости от возраста и положения в обществе шэн делится на старший — лаошэн, младший — сяошэн и шэн-воина — ушэн. До начала XX века амплуа шэн было главным амплуа пекинской оперы. Такие признанные мастера, как Чэн Чангэн[кит.] и Тань Синьпэй были наиболее известны своими ролями лаошэн[7].
- Амплуа дань — это женский персонаж. Наиболее яркими его подтипами считаются дань в тёмном халате — цинъи, дань-цветок — хуадань, дань-воительница — удань, дань в пёстрой рубашке — хуашань и дань-старуха — лаодань. Цинъи также называют чжэндань, иначе — главная дань, именно в этом амплуа обычно добивались наибольшего успеха специализировавшиеся на дань актёры[7]. Расцвет этого амплуа, в результате которого оно смогло добиться в 1920-е годы прекращения доминирования на театральных подмостках амплуа шэн, связан с именами «Четырёх великих дань»: Мэй Ланьфана, Шан Сяоюня, Сюнь Хуэйшэна и Чэн Яньцю[8].
- Амплуа цзин также используется для мужских ролей, в которых показаны персонажи с открытым и смелым характером. Для этого амплуа характерен пёстрый грим, и другое название цзин — раскрашенное лицо, хуалянь. Главными подтипами хуалянь являются хуалянь-воин — у-хуалянь, хуалянь с медным боевым молотом — тунчуй-хуалянь и хуалянь ролей второго плана — цзяцзы-хуалянь[7].
- К амплуа чоу относятся комические, но добродушные персонажи, а также коварные, хитроумные, но при этом глуповатые злодеи. Чоу является самым широким по охвату ролей амплуа: оно изображает и мужчин, и женщин, и простолюдинов, и императоров, и добрецов, и злодеев, героев любого возраста и с любыми физическими особенностями. Двумя основными подтипами чоу являются гражданский — вэньчоу и военный — учоу[7].
- Амплуа мо используется для ролей второго плана, по духу мо наиболее близок к роли шэн-старика, при этом по возрасту старше его. Чаще всего мо — это глуповатый старик из низших слоёв общества[9]. В современном театре амплуа мо слилось с амплуа шэн[10].

## Костюмы

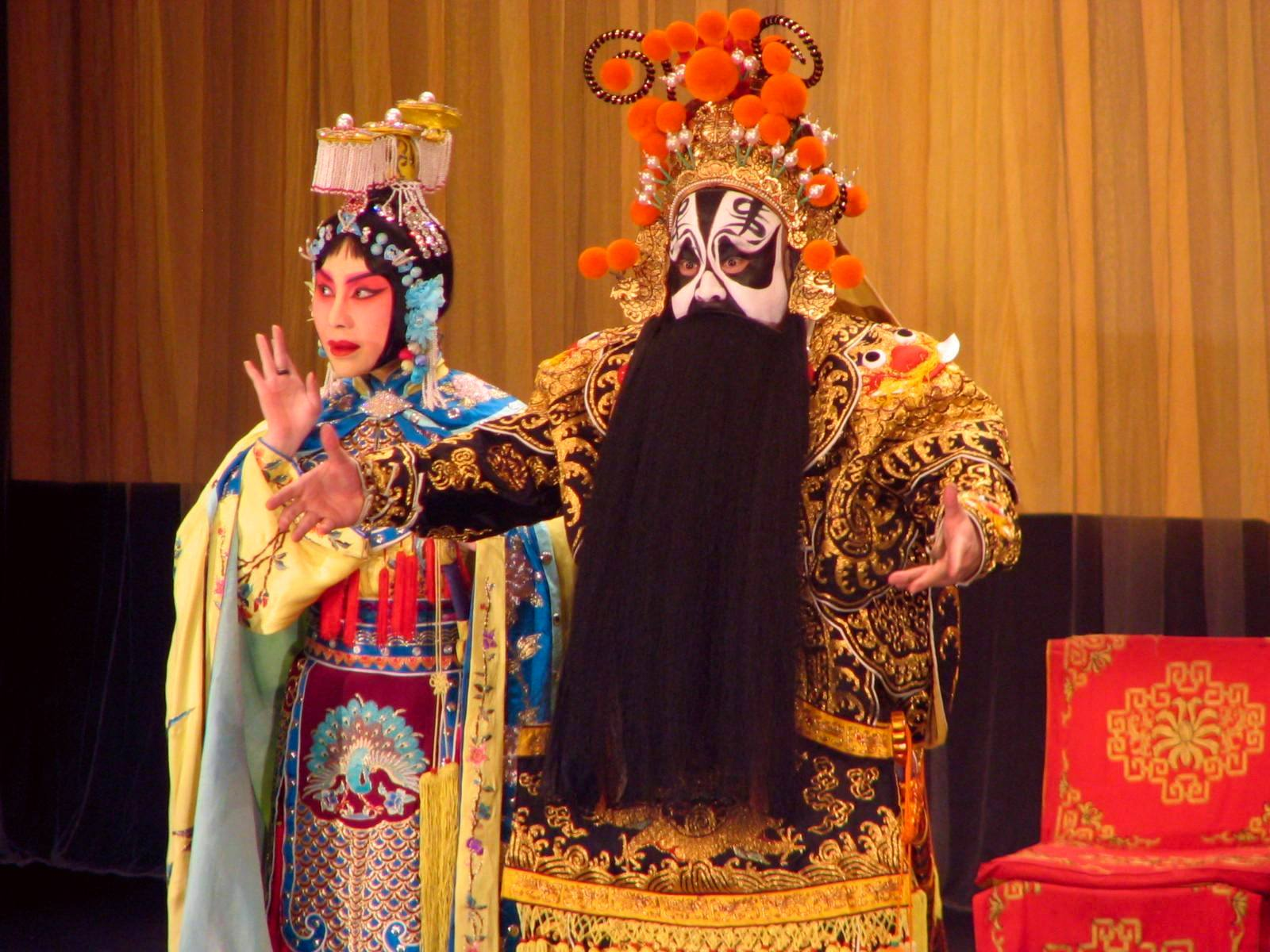
Сцена из оперы «»: костюм императора решён в преимущественно жёлтом императорском цвете, используется вышивка с драконом

Костюм, также как и грим актёра, призван раскрыть образ персонажа, через понятную зрителю символику дать представление о его настроении, характере и положении в обществе. Такой богатый символизм при этом обязан своим происхождением невозможности из-за бедности для ранних трупп иметь все варианты костюмов разных эпох и династий, в которых должны были бы появляться герои опер за пятитысячелетнюю историю Китая. В результате сформировались условные образы костюмов, пригодные для героев из любого исторического периода. Чтобы символизм костюма был максимально понятен зрителю, главные особенности для него черпались из реальной жизни: если цветовые решения халатов чиновников разных рангов имели строгую регламентацию, то иерархия героев оперы сохраняла эту цветовую схему в своих костюмах; изображения драконов на халатах также выполнялись согласно принятым канонам (например, у дракона на халате императора вышивалось по пять пальцев на каждой лапе и открытая пасть с извергающимися водой или огнём, а на халатах князей и военачальников пальцев у драконов было уже по четыре, а пасть закрыта, чтобы отразить покорность персонажей). Однако речь идёт именно о символизме: костюмы не повторяют с точностью свои прототипы из реального мира, они призваны лишь обозначить прямую с ними связь. Отсюда следует и невозможность использования для любой конкретной роли несоответствующего ей костюма: для каждого амплуа есть свой костюм, надеть неправильный костюм равносильно нарушению сюжетной линии всего представления.

## Музыка
Музыкально пекинская опера базируется на двух группах мелодий: сипи (кит. 西皮) и эрхуан (кит. 二黄). Изначально, до того как получить имя цзинцзюй или цзинси, пекинская опера даже называлась оперой пихуан (кит. трад. 皮黃戲, упр. 皮黄戏, пиньинь píhuáng xì; собирательное название из пи от сипи и хуан от эрхуан). Помимо этих двух мелодий, в пекинской опере также используются напевы, заимствованные из других традиционных опер Китая, в том числе куньшанской и банцзыцян (кит. 梆子腔). При этом музыка в пекинской опере использует распространённые мотивы, поскольку рассматривается лишь как основа, на которой выстраивается текстовая часть, — в отличие от западной оперы, где для каждого произведения композитор пишет музыку специально.

### Оркестр
Оркестр пекинской оперы состоит из двух частей: струнных и духовых инструментов вэньчан (от кит. 文场 — гражданская сцена) и ударных учан (от кит. 武场 — военная сцена).
Тремя главными инструментами вэньчана являются цзинху, цзинэрху и юэцинь. При этом цзинэрху в оркестре появился только в 1920-е годы специально для аккомпанемента пению Мэй Ланьфана. Также могут использоваться сона и саньсянь.
Ядром учана являются четыре музыканта: возглавляющий его барабанщик сыгу играет на барабане даньпигу и трещотках бань, другими инструментами учана являются маленький гонг сяоло, большой гонг дало и пара цимбал наобо. При этом по необходимости могут добавляться и другие инструменты.
Во время культурной революции, а также в 1980-е и 1990-е годы в оркестр временно включались некоторые западные музыкальные инструменты.

## История
Пекинская опера является драгоценным национальным наследием Китая и называется так потому, что как самостоятельный театральный жанр она родилась и сформировалась в Пекине. Пекинская опера существует уже более 200 лет. Её корни уходят в XVIII век; она берёт начало от нескольких видов древних местных музыкальных драм, особенно от местных драм провинции Аньхой. В 1790 году, по случаю празднования юбилея цинского императора Цяньлуна, в Пекин прибыли многочисленные театральные труппы со всего Китая, включая труппу «Саньцин» Гао Лантина (кит. 高朗亭) из провинции Аньхой, которая специализировалась на исполнении двух традиционных китайских мелодий: сипи и эрхуан, — именно эти две мелодии впоследствии стали основой музыкальной составляющей пекинской оперы. Поскольку историки предполагают, что они впервые прозвучали вместе на сцене в Пекине именно на празднованиях восьмидесятилетия императора Цяньлуна, 1790 год принято считать годом зарождения пекинской оперы. Успех выступления анхойских исполнителей, несмотря на последовавший в 1798 году запрет, побудил приехать в Пекин и другие труппы из этой провинции («Сыси», «Чуньтай», «Хэчунь»).
Долгое время пекинская опера считалась низшей формой искусства, развлечением для масс. Тем не менее, на празднование тридцатилетия императора Сяньфэна были приглашены выступить труппы «Саньцин» и «Сыси». Впрочем, после этого ещё более двадцати лет труппы пекинской оперы не приглашались во дворец, пока в 1884 году не состоялись празднования по случаю пятидесятилетия вдовствующей императрицы Цыси, которая была известна своей любовью к этому жанру. Позднее — при восстановлении Летнего дворца — для императрицы там был возведён специальный трёхэтажный театр для представлений пекинской оперы. Ко двору стали регулярно приглашаться крупные актёры, некоторые даже жили и учились на территории дворца. Благодаря покровительству императрицы пекинская опера получила более высокий статус в обществе.
В результате в конце XIX — начале XX столетия в результате отбора и заимствования художественных театральных элементов и поддержки со стороны императорского дома жанр цзинцзюй — собственно пекинская опера — полностью сформировался и развился. Унаследовав лучшие традиции китайского национального театра, пекинская опера в художественном отношении поднялась над другими местными театральными жанрами, заняла среди них особое место. В Пекине на то время действовало свыше 360 домов союза торговцев, в которых часто было предусмотрены возможности для театральных постановок, также выступления проходили в чайных, ресторанах и собственно театрах. Усиление политического и культурного влияния Пекина способствовало дальнейшему распространению пекинской оперы по всей стране. Полностью воплотив в себе специфику древнекитайского театра, этот жанр получил общенациональное признание. Пекинская опера — это синтетическое исполнительное искусство, поскольку в ней представлены движения, акробатика, жесты и мимика. Грим в пекинской опере представляет собой отдельное, весьма специфическое искусство. Характеристику персонажа можно определять по особенностям грима. Например, красный цвет в гриме означает преданность и честность, фиолетовый — храбрость и решительность, чёрный указывает на прямоту и верность персонажа, а белый разоблачает преступление! Синий — символ твердости и храбрости, жёлтый — жестокости и обмана, и, повторим, золотой и серебряный цвета применяются для характеристики буддийских и мифических героев. Обычно считают, что конец XVIII века был первым периодом полного расцвета пекинской оперы. В то время пекинская опера пользовалась популярностью не только в народе, но и в императорском дворце. Тогда члены императорского дворца и высшие слои общества любили смотреть постановки пекинской оперы. Дворец предоставлял артистам превосходные условия, костюмы, грим, а также сценические декорации.
Конец 19 — начало 20 века и 20-40 годы XX столетия — Второй период расцвета пекинской оперы. В этот период возникли разные школы пекинской оперы. Самыми известными были школа Мэй (Мэй Ланьфан — 1894—1961 гг), школа Шан (Шан Сяоюнь — 1900—1975 гг), школа Чэн (Чэн Яньцю — 1904—1958 гг) и школа Сюнь (Сюнь Хуэйшэн — 1900—1968 гг.). В каждой существовала группа известных артистов, которые выступали на сценах крупных китайских городов, таких как Шанхай и Пекин. Мэй Ланьфан был первым, кто представил пекинскую оперу всему миру. В 1919 году он побывал с гастролями в Японии, благодаря чему искусство пекинской оперы впервые было показано за рубежом. В 1930 году, по приглашению из США, Мэй Ланьфан поехал в Америку. Полгода он выступал на сцене, где его горячо приняли простые американцы, а также деятели искусства и науки. В 1935 году он выступал в Советском Союзе, что стимулировало развитие мировой оперы и драмы. Мастер прославился виртуозным исполнением женских ролей в спектаклях пекинской оперы и приблизил древние формы китайского театра к современности.
В годы реформ и открытости искусство пекинской оперы получило новое развитие. Как драгоценное достояние искусства Китая, пекинская опера получила большую помощь и поддержку со стороны китайского правительства. Сейчас в Большом театре «Чанъань» в Пекине круглый год идут спектакли пекинской оперы. А конкурс любителей пекинской оперы привлекает многочисленных любителей данного вида театрализованными представлениями со всех концов света. Кроме того, пекинская опера ещё играет важную роль в культурном обмене Китая с другими странами мира.
16 ноября 2010 года на заседании Межправительственного комитета ЮНЕСКО по сохранению нематериального культурного наследия в Найроби пекинская опера была внесена в Репрезентативный список нематериального культурного наследия человечества.